# Birinci Mayak
Birinci Mayak è un comune dell'Azerbaigian situato nel distretto di Neftçala.